# 자기-광학 드라이브

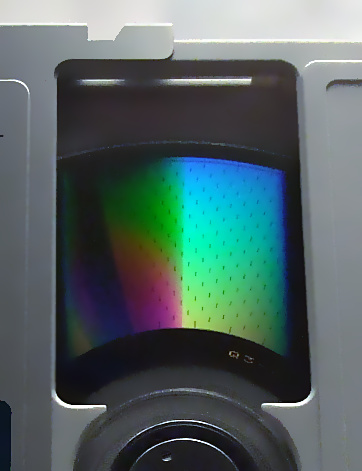
자기 광 디스크 표면에는 섹터 분할 직사각형이 있다.

자기 광 드라이브(영어: Magneto-optical drive)는 자기 광 디스크(magneto-optical disc)에 데이터를 쓰고 다시 쓸 수 있는 광학 디스크 드라이브의 일종이다. 130mm(5.25인치) 및 90mm(3.5인치) 디스크가 가장 일반적인 크기이다.
콤팩트 디스크가 도입된 지 불과 1년 후인 1983년, 케이스 스하우하머 이미нк와 조셉 브라트는 에인트호번에서 열린 제73차 AES 컨벤션에서 지울 수 있는 자기 광 콤팩트 디스크에 대한 첫 실험을 발표했다. 이 기술은 1985년에 상업적으로 소개되었다. 광학적이지만 일반적으로 운영체제에는 하드 디스크 드라이브로 나타나며 어떤 파일 시스템으로도 포맷할 수 있다. 자기 광 드라이브는 일본과 같은 일부 국가에서 흔했지만 지금은 사용되지 않는다.

## 개요

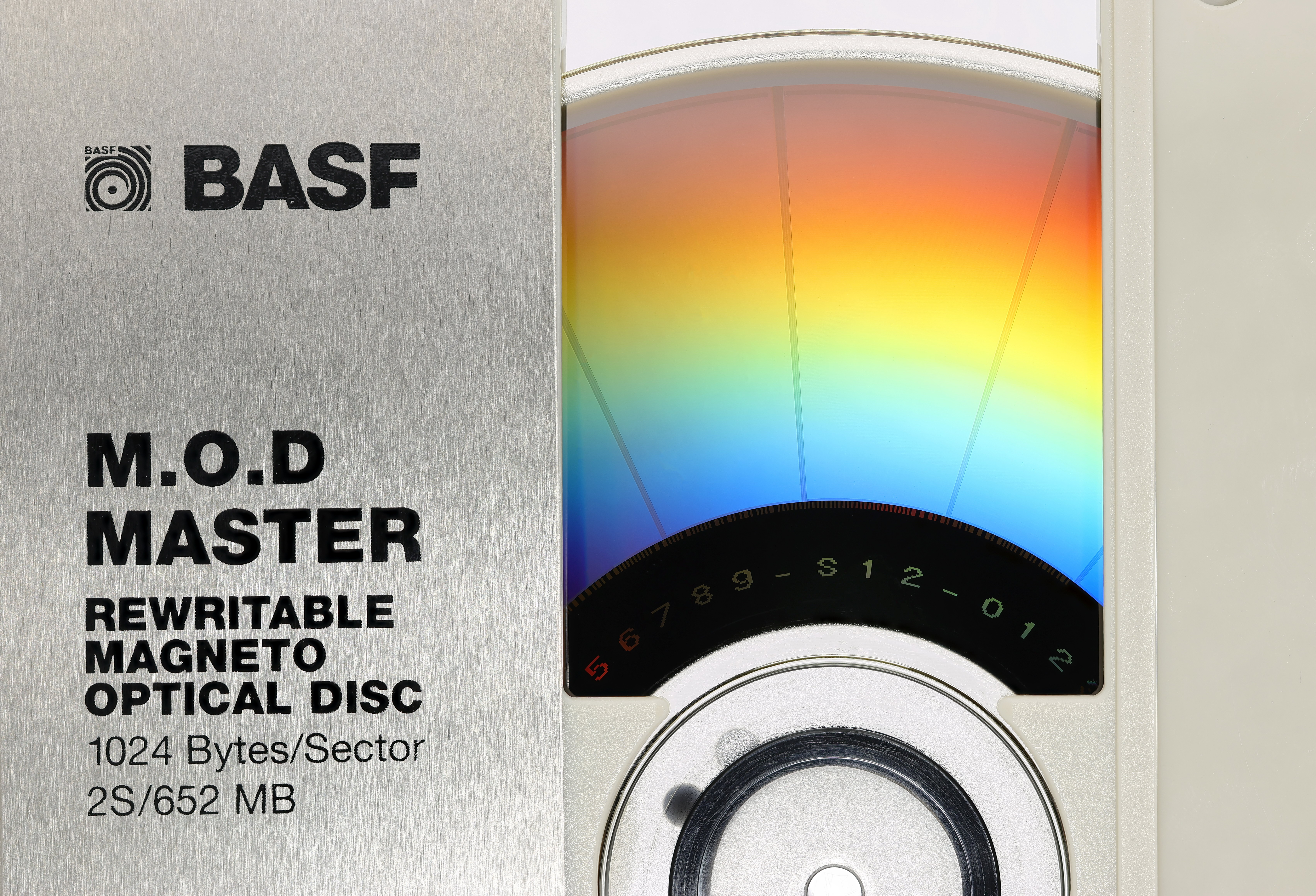
130mm 652MB 자기 광 디스크에 보이는 섹터 분할선. (1024 사용자 바이트, 트랙당 17개 섹터).

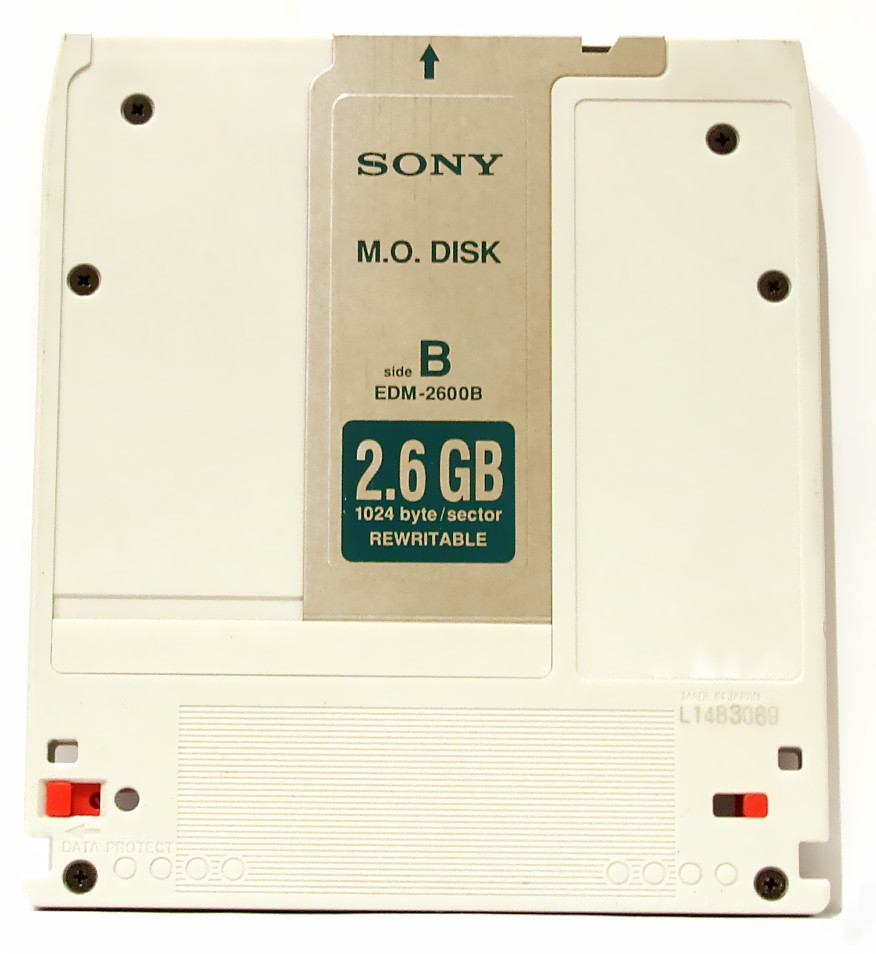
130mm 2.6GB 자기 광 디스크

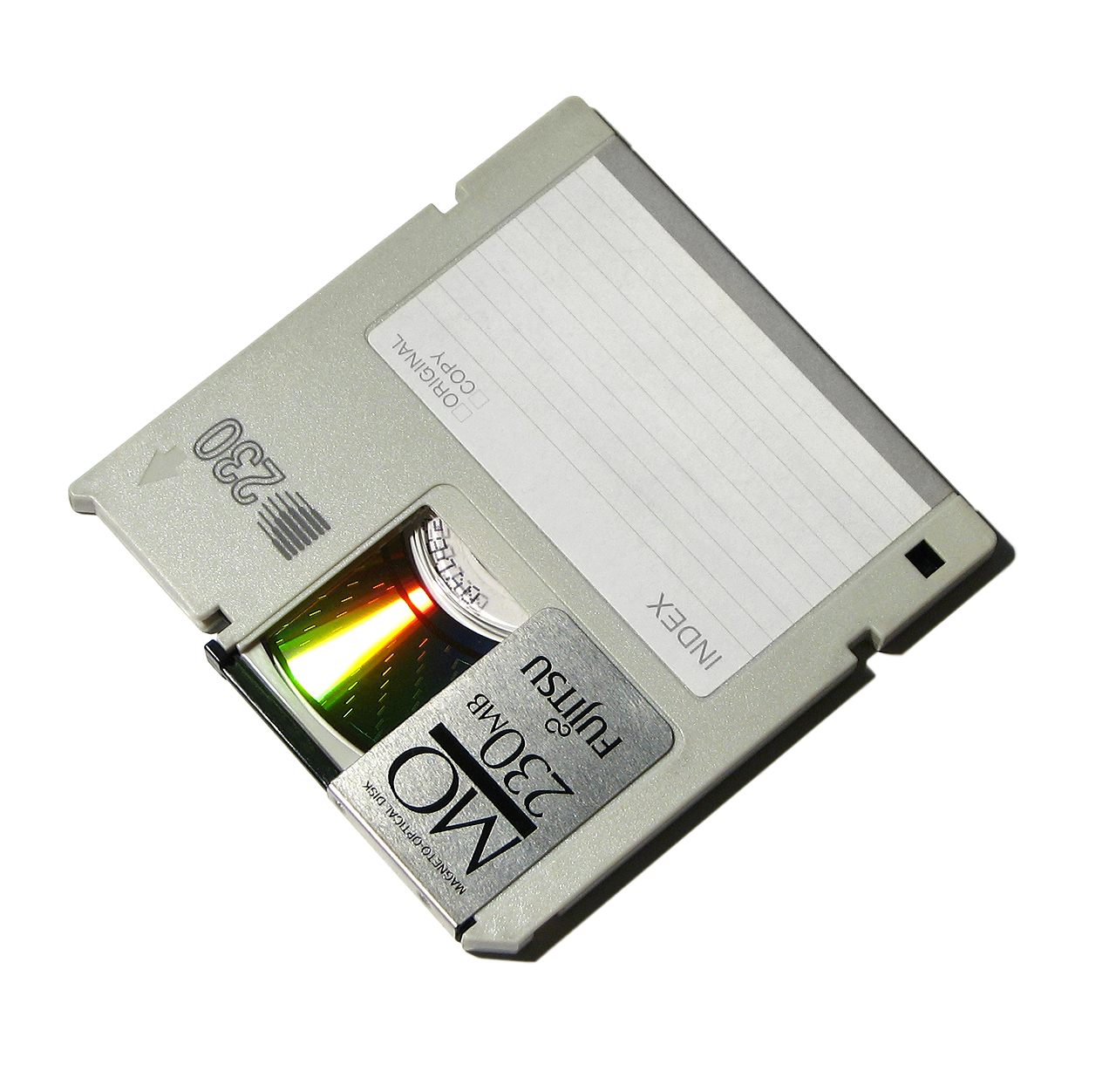
230MB 후지쯔 90mm 자기 광 디스크.

초기 드라이브는 130mm이며 풀 높이 130mm 하드 드라이브 크기(예: IBM PC XT의 경우)이다. 130mm 미디어는 구식 CD 캐디에 들어 있는 CD-ROM과 유사하게 생겼고, 90mm 미디어는 일반 31⁄2인치 플로피 디스크와 비슷한 크기이지만 두께는 두 배이다. 케이스는 방진 기능을 제공하며, 드라이브 자체는 항상 닫혀 있는 것처럼 보이도록 설계된 슬롯을 가지고 있다. 원래 MO 시스템은 WORM (한 번 쓰기, 여러 번 읽기)이었고, 나중 시스템은 읽기/쓰기가 가능했다.
디스크는 플라스틱 코팅 아래 밀봉된 강자성 물질로 구성된다. 물리적 접촉은 기록 시에만 발생하며, 이 때 자기 헤드가 레이저 반대편 디스크 면에 접촉하게 되는데, 이는 플롭티컬 드라이브와 유사하지만 동일하지는 않다. 읽기 시에는 레이저가 디스크에 빔을 투사하고, 표면의 자기 상태에 따라 반사광이 자기광 커 효과로 인해 달라진다. 기록 시에는 레이저 출력이 증가하여 재료를 한 지점에서 퀴리점까지 가열한다. 이를 통해 디스크 반대편에 위치한 전자석이 국부적인 자기 편광을 변경할 수 있다. 온도가 내려간 후에도 편광은 유지된다.
각 쓰기 사이클에는 영역을 지우기 위한 한 번의 통과와 정보를 쓰기 위한 다른 한 번의 통과가 필요하다. 두 번의 통과 모두 레이저를 사용하여 기록층을 가열한다. 자기장은 기록층의 자기 방향을 변경하는 데 사용된다. 전자석은 쓰기 시 극성을 반전시키고, 레이저는 "0"으로 지워진 영역 위에 "1" 스팟을 기록하기 위해 펄스를 발사한다. 이러한 두 번의 통과 과정으로 인해 데이터를 쓰는 데 걸리는 시간은 읽는 데 걸리는 시간의 두 배가 된다.
1990년에는 7GB 용량의 300mm 디스크가 출시되었다.
1996년에는 쓰기 시 초기 삭제 과정을 없앤 직접 오버라이트(Direct Overwrite) 기술이 90mm 디스크에 도입되었다. 이 기술은 특별한 미디어를 필요로 한다.
기본적으로 자기 광 드라이브는 디스크에 정보를 기록한 후 이를 확인하며, 발생하는 모든 문제를 즉시 운영 체제에 보고할 수 있다. 이는 쓰기 시간이 읽기 시간보다 실제로 세 배 더 오래 걸릴 수 있음을 의미하지만, 데이터를 동시에 무결성 검사 없이 기록하는 CD-R 또는 DVD-R 미디어와 달리 미디어를 매우 신뢰할 수 있게 만든다. 자기 광 디스크를 사용하는 것은 CD-RW 드라이브보다 디스켓 드라이브를 사용하는 것과 훨씬 더 비슷하다.
읽기 주기 동안 레이저는 낮은 전력 설정으로 작동하여 편광된 빛을 방출한다. 반사된 빛은 커 회전과 커 타원율에 변화가 있으며, 이는 분석기에 의해 측정되고 논리적 0 또는 1에 해당한다.
130mm 드라이브는 650MB에서 9.2GB까지의 용량으로 출시되었다. 그러나 이것은 디스크 양쪽에 걸쳐 절반으로 나뉘어 있다. 예를 들어, 2.6GB 디스크는 한 면당 포맷된 용량이 1.2GB이다. 130mm 드라이브는 항상 SCSI였다. 90mm 디스크는 전체 용량이 한 면에 있었고 뒤집을 수 없었다. 90mm 드라이브는 SCSI, IDE 및 USB 형식으로 생산되었다. 용량은 128MB에서 2.3GB까지 다양하다.
소비자들에게는 큰 인기를 얻지 못했지만(주요 소비자 시장은 90mm 드라이브였다), 130mm 드라이브는 기업 저장 및 검색 분야에서 오랫동안 사용되었다. 휴렛 팩커드 40XT와 같은 광학 라이브러리는 디스크의 로드 및 저장을 자동화하기 위해 만들어졌다. 16개 이상의 디스크를 담고 호스트 컴퓨터에 SCSI로 연결되는 자립형 장치인 이 라이브러리는 데이터 인덱스를 저장하고 디스크를 선택하기 위한 전문 아카이빙 소프트웨어가 필요했다. 주요 용도는 높은 신뢰성, 긴 수명, 그리고 (당시에는) 높은 저장 용량이 요구되는 법률 문서 저장 및 의료 영상 분야였다. 광학 라이브러리는 또한 Windows 2000/XP 머신에서 컴퓨터 관리 아이콘의 이동식 저장소 서비스를 통해 디스크를 선택하고 배출하여 수동으로 사용할 수도 있었지만, 실제로는 번거롭다.

### LIMDOW
광 강도 변조 직접 오버라이트(LIMDOW) 기술은 이전 자기 광 장치의 성능 수준을 향상시키는 다른 쓰기 기술을 사용했다.
LIMDOW 디스크와 드라이브는 표준 자기광 드라이브와 동일한 기본 원리로 작동했다. 쓰기 표면이 가열되어 외부에서 가해지는 자기력을 받는다. 그러나 드라이브의 자기 헤드를 사용하여 변경하는 대신, 자석이 디스크 자체에 내장되어 있었다.
LIMDOW 디스크는 반사 쓰기 표면 바로 뒤에 두 개의 자기층을 가지고 있다. 이 쓰기 표면은 특정 온도로 가열되면 그 자기층 중 하나로부터 자기를 얻을 수 있지만, 더 가열되면 다른 자기층으로부터 극성을 얻는다. 데이터를 디스크에 쓰기 위해 자기 광 드라이브의 레이저는 두 가지 전력 사이를 펄스한다.
고출력에서는 표면이 더 많이 가열되어 북극 자기층으로부터 자기 전하를 얻는다. 저출력에서는 덜 가열되어 남극층으로부터 자기 전하를 얻는다. 따라서 LIMDOW는 자기광 쓰기 프로세스가 단일 단계로 이루어져 쓰기 시간을 단축시킨다.
자기 표면이 디스크 외부가 아닌 쓰기 표면에 인접해 있기 때문에, 가열을 하는 레이저 스팟의 해상도를 포함하여 더 높은 해상도로 자기 쓰기가 가능하다.
1997년 봄, 플라스몬은 DW260 드라이브를 출시했는데, 이 드라이브는 이전 자기 광 드라이브보다 높은 성능 수준을 위해 LIMDOW 기술을 사용했다. 1997년 하반기에 출시된 LIMDOW 드라이브는 15ms 미만의 탐색 속도와 4Mbit/s 이상의 데이터 전송률을 가졌는데, 이는 오디오 저장 및 MPEG-2 비디오 스트리밍에 충분히 빠른 속도였다.

## 판매사

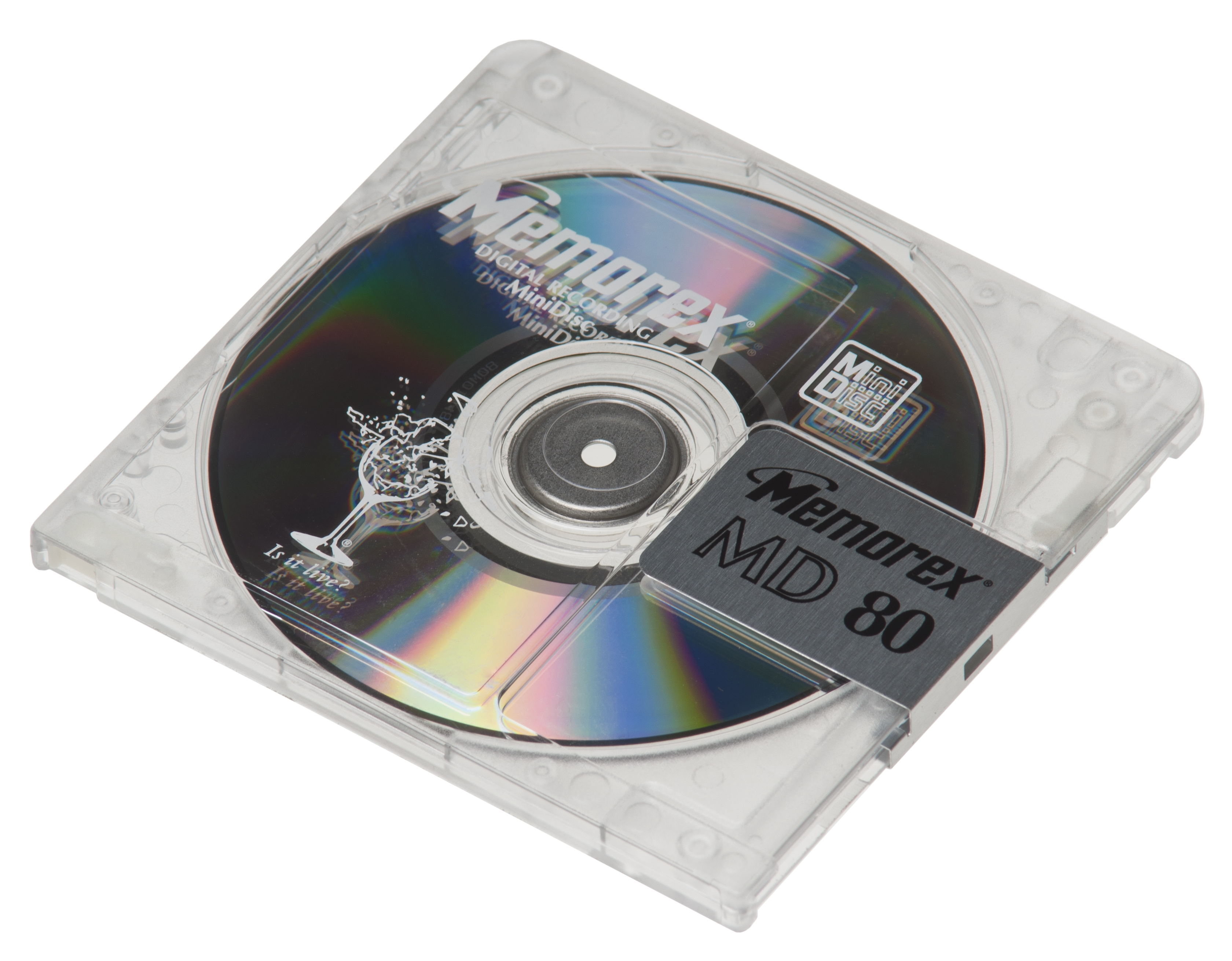
미니디스크는 음악 저장에 사용되는 자기광 디스크이다.

자기 광 드라이브는 NeXT 컴퓨터에서 처음 제공되었다. 나중에는 캐논 제품에도 제공되었다.
소니 미니디스크는 자기 광 방식이며, 소니는 다른 많은 형식의 자기 광 미디어를 생산한다. 2021년 8월 현재 소니는 일본에서만 구할 수 있는 한 가지 유형의 빈 미니디스크를 계속 제조하고 있으며, 다른 지역에서는 이베이나 아마존과 같은 사이트에서 재고가 줄어들고 있는 신제품만 구할 수 있다. TEAC & TASCAM은 2020년까지 미니디스크 데크를 계속 제조했지만, 소니는 2013년에 하드웨어 생산을 중단했다.
피너클 마이크로(Pinnacle Micro)는 자기 광 드라이브의 주요 제조업체였다. 3.5인치 드라이브는 128MB 및 230MB였다. 5.25인치 드라이브는 650MB 및 1.3GB(Sierra), 2.6GB(Vertex) 및 4.6GB(Apex)였다. Vertex 및 Apex는 비 ISO 표준 드라이브였으며 독점 미디어를 사용했다. 피너클 마이크로는 이 제품들의 생산을 중단했다.
LMSI 또한 5.25인치 자기광 드라이브를 생산했다.
맥스터의 스핀오프 기업인 맥스옵틱스(Maxoptix)는 130mm 또는 5.25인치 자기 광 드라이브의 주요 제조업체였다. 현재 모델은 T7-9100 드라이브로, 최대 용량이 9.1GB이며 5.2GB, 4.8GB, 4.1GB, 2.6GB, 2.3GB 자기 광 디스크와 하위 읽기 및 쓰기 호환성을 가지며, 1.3GB, 1.2GB, 650MB, 600MB 자기 광 디스크와 읽기 호환성을 가진다. 5.25인치 맥스옵틱스 MO 드라이브의 인기 있는 구형 모델로는 T6 스타, T6-5200 및 T5-2600 MO 드라이브가 있다. 맥스옵틱스는 2008년 테크웨어 디스트리뷰션(Techware Distribution)에 인수되었다.
후지쯔는 2GB 이상의 용량을 가진 90mm 자기 광 드라이브의 주요 제조업체였지만, 이 제품 범주의 생산 및 판매를 중단했다.
PDO 코니카 미놀타는 90mm 3.5인치 자기 광 드라이브의 마지막 제조업체였다. 그들은 미국과 유럽에서 판매되는 3.5인치 1.3GB USB 외장 포켓 드라이브를 가지고 있었다.

## 플롭티컬 드라이브
자기 광 드라이브는 플롭티컬 드라이브와 다르다. 플롭티컬 드라이브는 강자성 및 광학 기술을 결합하지만, 다른 방식으로 작동한다. 플롭티컬 드라이브는 21MB 3.5인치 자기 디스켓으로, 자기 헤드의 추적 정밀도를 일반적인 인치당 135트랙에서 인치당 1,250트랙으로 높이기 위해 광학 트랙을 사용한다. 레이저나 가열은 필요하지 않다. 간단한 적외선 LED가 광학 트랙을 따라가는 데 사용되며, 자기 헤드는 기록 표면에 닿는다. 이 드라이브는 또한 기존의 3.5인치 디스켓을 읽고 쓸 수 있지만, 2.88MB 종류는 불가능하다. 플롭티컬은 짐 버크(Jim Burke)가 설립한 인사이트 페리페럴스(Insite Peripherals)에서 제조했다.

## 진행 상황
2004년 1월 국제전자제품박람회에서 소니는 1기가바이트 용량의 Hi-MD라는 미니디스크를 공개했다. 이 레코더는 특수 포맷을 통해 일반 미니디스크의 용량을 두 배로 늘릴 수도 있는데, 이렇게 포맷된 디스크는 다른 레코더와 호환되지 않는다.
모든 이동식 저장 매체와 마찬가지로, 저렴한 CD 및 DVD 드라이브와 플래시 메모리의 출현으로 인해 이들은 대부분 구식이 되었다. 특히 자기 광 디스크는 새로 나왔을 때는 비쌌고, 신뢰성은 높았지만 쓰기 속도가 느렸다. LTO와 같은 자기 테이프 형식은 고용량 엔터프라이즈급 백업 저장용으로 MO 미디어를 훨씬 능가했다.
2016년에 광유도 광도체에 의한 자화 용해라는 새로운 현상이 자기 광도체에서 발견되었다. 1μWcm−2 범위의 극히 낮은 광 강도를 사용하여 펨토초(10−15초 스케일) 단위로 자기 정보를 읽고 쓸 수 있어 원칙적으로 고속, 고밀도 데이터 저장이 가능하다는 것이 입증되었다.

## 같이 보기
- 도메인 벽 변위 감지 (DWDD), 캐논과 소니가 개발한 자기 광 재생 기술
- 플롭티컬
- 울트라 덴시티 옵티컬